# Albert Langfeld
Albert Langfeld (28 de janeiro de 1918 - 11 de março de 1943) foi um comandante de U-Boot que serviu na Kriegsmarine durante a Segunda Guerra Mundial. Esteve a frente do submarino U-444.

## Carreira

### História
Em sua vida militar o principal posto ocupado foi o comando do submarino Tipo VIIC U-444. Após uma patrulha de treinamento aonde deslocou o navio da base de Kiel até La Pallice, partiu para sua primeira patrulha de guerra, tendo perdido a vida e o submarino, em consequência de um ataque por cargas de profundidade e um duplo abalroamento feito pelos navios HMS Harvester (H-19) e FFL Aconit (K 58).

### Patentes
| Data            | Patente              |
| --------------- | -------------------- |
| 3 abril 1937    | Offiziersanwärter    |
| 1 maio 1938     | Fähnrich zur See     |
| 1 julho 1939    | Oberfähnrich zur See |
| 1 agosto 1939   | Leutnant zur See     |
| 1 setembro 1941 | Oberleutnant zur See |

### Condecorações
O militar não foi condecorado.